# Doljani (Čapljina, BiH)
Doljani su naseljeno mjesto u gradu Čapljini, Federacija BiH, BiH.

## Stanovništvo

### 1991.
Nacionalni sastav stanovništva 1991. godine, bio je sljedeći:
ukupno: 365
- Hrvati - 357
- Srbi - 5
- ostali, neopredijeljeni i nepoznato - 3

### 2013.
Nacionalni sastav stanovništva 2013. godine, bio je sljedeći:
ukupno: 495
- Hrvati - 494
- ostali, neopredijeljeni i nepoznato - 1

## Poznate osobe
- Martin Đurđević, kroničar, diplomat, pravnik
- Mons. Petar Rajič, apostolski nunciji u Italiji i San Marinu, po roditeljima podrijetlom iz Doljana [3]

## Vanjske poveznice
- Satelitska snimka  Arhivirana inačica izvorne stranice od 21. siječnja 2008. (Wayback Machine)